# HACCP
HACCP, de afkorting voor Hazard Analysis and Critical Control Points, is een risico-inventarisatie voor voedingsmiddelen. De Nederlandse vertaling is gevarenanalyse en kritieke beheerspunten. De afkorting wordt als zodanig uitgesproken: "ha-a-sé-sé-pé", of op Engelse wijze als letterwoord: [ˈhæsəp].
Bedrijven die zich bezighouden met de bereiding, verwerking, behandeling, verpakking, vervoer en distributie van levensmiddelen dienen hierdoor alle aspecten van het voortbrengingsproces te identificeren en op gevaren te analyseren. Dit beheersproces, uitgaande van de Europese Unie, moet ervoor zorgen dat het productieproces van alle voedingsmiddelen gepaard gaat met zo weinig mogelijk risico op besmetting. Hieruit voortvloeiend is bijvoorbeeld het voortdurend bewaken en registreren van koel- en vriescellen een verplichting geworden. Hier wordt door de overheid op gecontroleerd; in België door het FAVV en in Nederland door de NVWA.
HACCP heeft zijn oorsprong in de Amerikaanse ruimtevaart. Omdat het daar niet mogelijk is om bedorven voedselpartijen terug te sturen naar de fabriek en te vervangen door betere producten, werd het mislukken van een kostbare missie door voedselvergiftiging als een onacceptabel risico gezien.
HACCP is geen tastbare handleiding met voorschriften, maar een systeem dat op zeven principes gebaseerd is. Bedrijven moeten dit systeem toespitsen op hun eigen situatie. Ze geven daarbij zelf aan waar en in welke fase van de productie- en/of distributieprocessen er gevaren voor de gezondheid van de consumenten zouden kunnen ontstaan. Ook leggen zij vast welke maatregelen er genomen worden om bedreiging van de gezondheid van de consument te voorkomen, welke controles uitgevoerd worden en wat de resultaten zijn.
Kortom: HACCP is een preventief systeem dat door bedrijven zelf moet worden uitgevoerd. Door de gezondheidsrisico's in bereidings- en behandelingsprocessen op te sporen en deze vervolgens beheersbaar te maken, wordt de veiligheid van het product verhoogd.
De zeven basisprincipes van een HACCP-systeem zijn:
1. Inventariseer alle potentiële gevaren.
2. Stel de kritische beheerspunten (CCP's) vast – de punten in het proces waar het risico kan worden voorkomen of beperkt.
3. Geef per CCP de kritieke grenzen aan.
4. Stel vast hoe de CCP's bewaakt ofwel "gemonitord" worden.
5. Leg per CCP de correctieve acties vast die moeten leiden tot herstel van de veiligheid.
6. Pas verificatie toe – een periodieke check om na te gaan of de HACCP-aanpak goed werkt.
7. Houd documentatie en registraties bij – leg vast wat je hebt aangepast en hoe.

Deze beginselen zijn ook vastgelegd door de Wereldgezondheidsorganisatie in de Codex Alimentarius.